# Alleanza di Centro
Sojusz Centrum (Alleanza di Centro, AdC) – włoska centroprawicowa i chadecka partia polityczna.

## Historia
Partię powołała pod koniec 2008 grupa polityków związanych z Unią Chrześcijańskich Demokratów i Centrum. Na czele (jako sekretarz nowego ugrupowania) stanął Francesco Pionati, poseł do Izby Deputowanych, który opuścił wówczas UDC. Nowa partia opowiedziała się za współpracą z centroprawicowym rządem Silvia Berlusconiego.
W wyborach do Parlamentu Europejskiego w 2009 AdC współtworzył koalicję Biegun Autonomii, która nie przekroczyła progu wyborczego. W tym samym roku do partii przystąpił były minister Ortensio Zecchino, obejmując honorową funkcję przewodniczącego. W wyborach regionalnych w 2010 przedstawiciele AdC bez większych sukcesów kandydowali w ramach bloku centroprawicy.